# Калининский, Николай Никандрович
Николай Никандрович Калининский (1926—1947) — советский военнослужащий, участник Великой Отечественной войны, полный кавалер ордена Славы, командир отделения 411-го отдельного саперного батальона (245-я стрелковая дивизия, 59-я армия, 1-й Украинский фронт), младший сержант.

## Биография
Родился в семье рабочего, русский. Окончил семилетнюю школу. 
Призван в РККА в октябре 1943 года, на фронтах Великой Отечественной войны с января 1944 года.
12 июля 1944 года в составе наступающих подразделений уничтожил несколько солдат противника при освобождении населенного пункта Малюзино (Псковская область). 14 июля 1944 года обнаружил и обезвредил свыше 30 противотанковых мин противника. 25 августа 1944 года был награжден орденом Славы 3 степени. Член ВКП(б) с 1944 года. 
29 января 1945 года, близ населенного пункта Киферштедтель (ныне Польша), обнаружил противника и вместе с другими разведчиками уничтожил до 15 гитлеровцев и нескольких взял в плен. 1—19 февраля 1945 года вблизи населенного пункта Розенгрунд (ныне Польша) выявил несколько огневых точек противника, впоследствии подавленых. 15 марта 1945 года был награжден орденом Славы 2 степени. 
8 мая 1945 года в составе группы инженерной разведки в числе первых ворвался в населённый пункт Райхенштайн (ныне Польша), уничтожив нескольких гитлеровцев. В составе группы разминировал мосты через реки Мюльграден, Нейсе и безымянную. 27 июня 1945 года был награжден орденом Славы 1 степени.
Погиб в 1947 году (по другим сведениям в 1945) при выполнении боевого задания.

## Память
Имя Героя увековечено на Аллее Героев в Новосибирске.